# 阿薩姆南鰍
阿薩姆南鰍（學名：Nemacheilus scaturigina）為輻鰭魚綱鯉形目條鰍科南鰍屬的其中一種。分布於亞洲尼泊爾、不丹、印度阿薩姆邦淡水流域，體長可達10公分，棲息在水流快速、礫石底質的河川底層水域，生活習性不明。

## 扩展阅读
維基物種上的相關：阿薩姆南鰍